# بنية SIMD المتوازية
بنية SIMD المتوازية صنف فلين البنى المتوازية تصنيفا مبني على كمية تدفق البيانات والتعليمات الموجودة في الآلة، أي تتابع أو تسلسل العناصر (التعليمات أو المعطيات)، فهناك آلات تنفذ تدفق واحد من التعليمات بينما يتم تنفيذ عدة تدفقات في آلات أخرى وبنفس الطريقة فبعض الآلات ترجع تدفقاً واحداً من المعطيات وآلات أخرى ترجع تدفقات متعددة، وعلى ذلك نجد أن فلين يضع الآلة في تصنيف واحد من بين أربعة (SIMD,MIMD,MISD,SISD) وذلك اعتماداً على وجود تدفق واحد أو تدفقات متعددة.
ومن هذه الأنواع الأربعة:(SIMD Single Instruction stream, Multiple Data stream) ويتضمن هذا التصنيف الحاسبات التي تحتوي على وحدة تعليمات واحدة تصدر أوامر إلى عدة عناصر معالجة ولأن كل عنصر معالجة يُشغّل بياناته المحلية الخاصة فهناك تدفقات متعددة للبيانات وعادة فإن وحدة التعليمات تصدر نفس الأمر إلى جميع عناصر المعالجة يتميز هذا النوع من الحاسبات بوجود وحدة تحكم مركزية وتشرف على عناصر المعالجة المختلفة تعليمة واحدة من وحدة التحكم وتقوم بتنفيذ هذه التعليمة بشكل متزامن على معاملات مختلفة تكون هذه الحاسبات متزامنة وغالباً ما تملك ذاكرة مشتركة بين الوحدات ولكي نسهل عملية الولوج المتوازي إلى الذاكرة يُلجأُ إلى تقسيمها إلى عدة أقسام مما يسمح باستخلاص عدة معاملات في نفس الوقت تتبادل وحدات معالجة المعطيات عن طريق الذاكرة المشتركة ويتم الاتصال بين وحدات المعالجة المختلفة وأقسام الذاكرة عبر شبكة الربط.
وبما أن تنفيذ العملية يتم على الوحدات المختلفة فمن الممكن اعتبار الحاسبات SIMD كحاسوب وحيد المعالج يقوم بتنفيذ التعليمات على أجزاء مختلفة من المعطيات ويلائم هذا النوع من الحاسبات العمليات على الأشعة وعلى المصفوفات
ان التعليمة الواحدة تعالج عناصر عديدة من البيانات بشكل متوازي وهناك أمثلة عن سيمد وهي CPP وGamma II وQuadrics Apemilleالتي لم يتم تسويقها بعد الآن منذ حوالي 2 سنة.كما أن آخر فئة فرعية من أنظمة SIMD هي vectorprocessors.

## مفهوم SIMD
هو وسيلة لتحسين الأداء في التطبيقات التي يكون فيها الغاية العمليات المتكررة بضرورة أن يؤديها ببساطة، SIMD هو أسلوب من أداء نفس العملية، سواء كان ذلك الحساب أو غير ذلك، في أجزاء متعددة من البيانات كما أنه يأخذ حلقة الفتح خطوة إلى الأمام من خلال دمج متعدد الإجراءات في كل حلقة التكرار، ويؤديها في وقت واحد مع SIMD، ليس فقط
يمكن تخفيض عدد التكرارات في الحلقة، ولكن أيضا في العديد من العمليات التي تتم كما يمكن أن يصبح المطلوب واحد أوالعمل أمثل.
تستخدم في هذه الحاسبات آلاف المعالجات مما أدى إلى أن تتميزبجودتها وأدائها العالي كما أنها تحتل موقعاً بارزاً في تاريخ الحاسبات المتوازية, فأول حاسب متوازي تم تشييده كان من هذا النوع (وهو ILLIAC IV), ولكن بسبب أن هذا النوع من الآلات يبنى باستخدام مكونات مخصصة لذا فإنه قل الإقبال عليها في السنوات القليلة الماضية. يعتبر الحاسب ILLIAC IV مثالاً جيداً لتوضيح الآلات التي تنتمي إلى هذا النوع. فهنالك وحدة تعليمات واحدة تصدر نفس الأمر إلى جميع عناصر المعالجة الأربع وستون حيث يصمم لغرض خاص وهو حل المعادلات التفاضلية الجزئية.فهو يستخدم للتنبؤ بالطقس, والتنبؤ بالطقس يستلزم بيانات كثيرة في فضاء ثلاثي الأبعاد. وفي هذه الحالة فالحل النموذجي هو بتقسيم الفضاء إلى 64 قسماً, ووضع قسم واحد في كل معالج (PE). فالحلول للأربع وستين قسماً في هذه الطريقة تحسب بالتوازي. وعندما يحتاج عنصر المعالجة إلى بيانات من القسم المجاور فالاتصال يجب أن يبدأ على شبكة الربط. من الآلات الهامة التي تتبع لتصنيف SIMD هي: ILLIAC IV و ICL DAP و Goodyear MPP و MasPar MP-2.